# Ophiorrhiza purpureonervis
Ophiorrhiza purpureonervis är en måreväxtart som beskrevs av Hsien Shui Lo. Ophiorrhiza purpureonervis ingår i släktet Ophiorrhiza och familjen måreväxter. Inga underarter finns listade i Catalogue of Life.